# 浜松御在城記
『浜松御在城記』（はままつございじょうき）は、17世紀後半に成立したと考えられる、徳川家康の遠江国平定や武田氏との戦いを描いた作品。内閣文庫に所蔵されており、内閣文庫本を底本とした翻刻テキストが『浜松市史 史料編』1に収録されている。
永禄11年（1568年）に徳川家康が遠江国に侵攻してから、武田氏が滅亡するまでの15年間を編年体で記しており、浜松城の修築と城下町の形成、三方ヶ原の戦い、長篠の戦い、高天神城の戦い、地域の地理や歴史などの記述が含まれる。著者の名は明確ではないが、浜松藩主青山忠雄に仕えていた儒者・永井随庵が編纂したものと考えられており、成立年代は延宝から天和年間（1673年-1684年）と考えられる。
編纂に際しては古文書・古記録類が参照されたと考えられるが、年代や事実関係の誤りなども散見される。